# Placówka Straży Granicznej w Wiżajnach
Placówka Straży Granicznej w Wiżajnach – zlikwidowana graniczna jednostka organizacyjna Straży Granicznej realizująca zadania w ochronie granicy państwowej z Republiką Litewską.

## Formowanie i zmiany organizacyjne
Placówka Straży Granicznej w Wiżajnach (PSG w Wiżajnach), powołano 24 sierpnia 2005 Ustawą z 22 kwietnia 2005 O zmianie ustawy o Straży Granicznej.., w strukturach Podlaskiego Oddziału Straży Granicznej z przemianowania dotychczas funkcjonującej strażnicy Straży Granicznej w Wiżajnach (Strażnica SG w Wiżajnach) .
W wyniku planowanej reorganizacji związanej z realizacją przez Straż Graniczną zadań po włączeniu Polski do strefy Schengen, zarządzeniem Komendanta Głównego Straży Granicznej Placówka SG w Wiżajnach została zniesiona, a ochraniany odcinek granicy przejęła Placówka Straży Granicznej w Rutce-Tartak. Zmiany wynikały z konieczności zapewnienia skutecznej i sprawnej realizacji zadań przez Straż Graniczną po zniesieniu kontroli na granicach wewnętrznych. Zmiany dotyczyły nie tylko nowych metod i form działania, ale także modyfikacji struktur organizacyjnych skutkujących m.in. zmianą ilości, zasięgu działania i usytuowania poszczególnych placówek. Celem zmian było stworzenie takich warunków działania, aby mimo zaprzestania kontroli na granicy, Straż Graniczna mogła skutecznie realizować dotychczasowe zadania .

## Ochrona granicy
Po stronie litewskiej na długości 102,4 km ochraniał granicę państwową SOGP w Łodziejach.
Placówka SG w Wiżajnach ochraniała odcinek granicy państwowej od znaku granicznego nr 1987 Wisztyniec – styk z placówką SG w Dubieninkach (Warmińsko-Mazurski Oddział Straży Granicznej).

## Placówki sąsiednie
- Placówka SG w Dubeninkach ⇔ Placówka SG w Rutce-Tartak – 24.08.2005.

## Komendanci placówki
- kpt. SG Jan Głosek (2005–2009).